# Ołeksandr Kapustianski
Ołeksandr Kapustianski (ur. 16 sierpnia 1860 w Sadagórze, zm. 10 maja 1939 we wsi Kudryńce) – ksiądz greckokatolicki, poseł do Sejmu Krajowego Galicji X kadencji.
Do Sejmu Krajowego wybrany w IV kurii okręgu wyborczego nr 8 Borszczów. W latach 1918–1919 delegat do Ukraińskiej Rady Narodowej Zachodnioukraińskiej Republiki Ludowej (ZURL).